# Terre d'Arnhem
La terre d'Arnhem (en anglais : Arnhem Land) est une région de 97 000 km2 au nord-est du Territoire du Nord en Australie. La région doit son nom à Matthew Flinders, qui lui a attribué le nom d'un navire hollandais, l'Arnhem, ayant exploré ses côtes en 1623.
Déclarée réserve aborigène en 1931, elle est l'une des plus grandes réserves d'Australie et probablement la plus connue pour son isolement, son art et la force des traditions de ses habitants. La région nord-est du « land » est le pays des Yolngu, un des plus grands groupes aborigènes et l'un des rares à réussir le maintien d'une culture indigène très vivace.
À l'ouest de la terre d'Arnhem, les Aborigènes maintiennent leur tradition de culture sur brûlis. Pour contrôler les incendies sauvages, qui depuis toujours façonnent le continent, les Aborigènes ont l'habitude, après chaque mousson, d'incendier des étendues en mosaïque afin de réduire la végétation. Cette pratique a presque cessé avec l'installation des Aborigènes dans les villes. Mais ils ont rétabli leur communauté à Kapawanamyu et ont travaillé avec des scientifiques et des responsables de l'environnement pour reprendre le brûlis et préserver ainsi la biodiversité. Certains sont devenus gardes forestiers. Dans le cadre d'un plan de compensation des émissions de dioxyde de carbone, d'autres Aborigènes reçoivent des financements du gouvernement local et de l'usine de gaz liquide Wickham Point à Darwin, afin de rester sur leurs terres et de pratiquer un brûlage écologique.
La région s'étend depuis Port Roper, sur le golfe de Carpentarie, jusqu'à la East Alligator River, où elle touche le parc national de Kakadu. Les principales villes sont Jabiru (1 100 habitants), Maningrida (1 700 habitants) à l'embouchure de la Liverpool River et Nhulunbuy ou Gove à l'extrême nord-est. 
Des gisements d'uranium sont découverts en Terre d'Arnhem, mais ils se trouvent sous les sites sacrés des Aborigènes qui vivent là depuis des milliers d'années. Et les compagnies minières se heurtent à ces derniers témoins de l'âge de la pierre.[non neutre]
Gove possède une importante mine de bauxite et, depuis 1972, une fabrique d'aluminium (à Nabalco). Le centre administratif est la ville de Nhulunbuy (1 000 habitants), la quatrième plus grande ville du Territoire du Nord. Cette région n'est accessible que par avion depuis Darwin (650 km) en saison humide ou, avec autorisation spéciale, par la piste à partir de Katherine en saison sèche.
Aussitôt après Nhulunbuy, on trouve la communauté aborigène de Yirrkala, célèbre pour ses peintures sur bois, son rôle dans la promotion des droits des aborigènes et pour être le pays d'origine du yidaki ou didgeridoo, un instrument de musique aborigène.
La communauté de Gunbalanya, précédemment connue sous le nom de Oenpelli, célèbre pour ses peintures sur écorce, vit dans l'ouest de la terre d'Arnhem. Près de Gunbalanya on trouve Injalak Hill, connue pour ses peintures sur roches.
La région bénéficie d'un climat tropical de mousson avec une saison humide et une saison sèche. Les températures ne varient pas beaucoup tout au long de l'année, allant de 15 °C pour les nuits les plus froides de la saison sèche (avril à septembre) à 33 °C pour les journées les plus chaudes de la saison des pluies (octobre à mars).

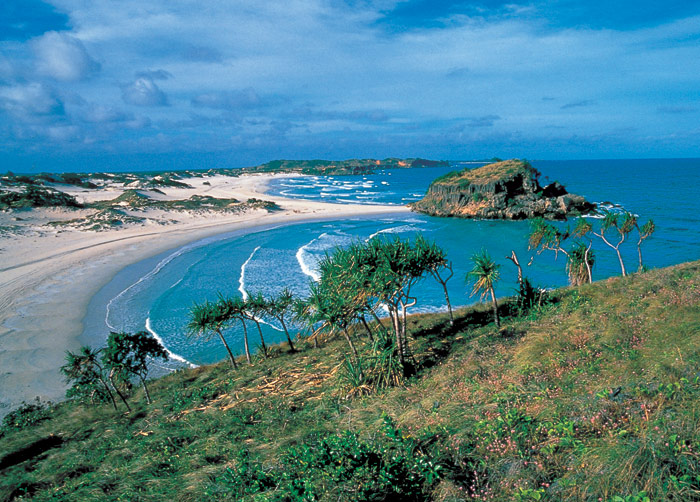
Le cap Nanydjaka sur la « Arnhem Coast » dans le parc national de Kakadu.
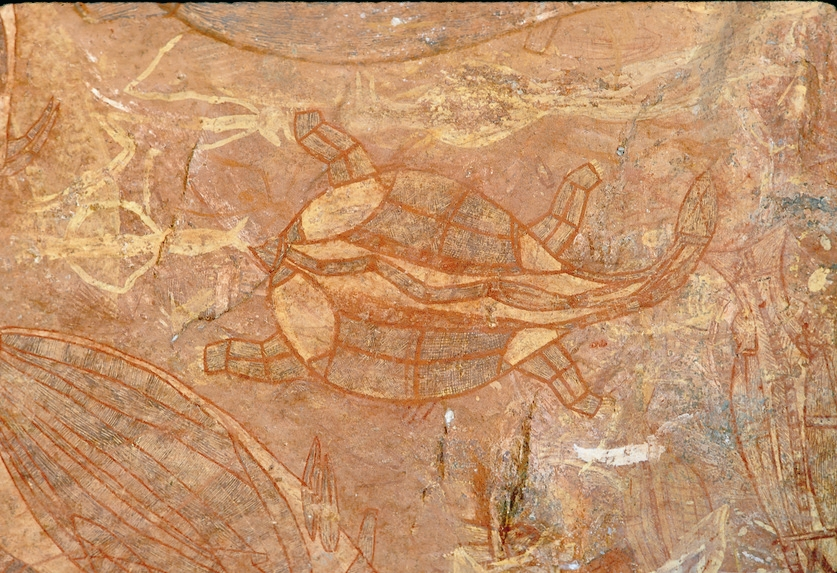
Peintures aborigènes sur roches dans le parc national de Kakadu.